# Werchnjodniprowsk
Werchnjodniprowsk (ukrainisch Верхньодніпровськ; russisch Верхнеднепровск/Werchnedneprowsk) ist eine Stadt in der Oblast Dnipropetrowsk in der Ukraine mit 16.400 Einwohnern (2016) und war bis Juli 2020 das Zentrum des gleichnamigen Rajons Werchnjodniprowsk.

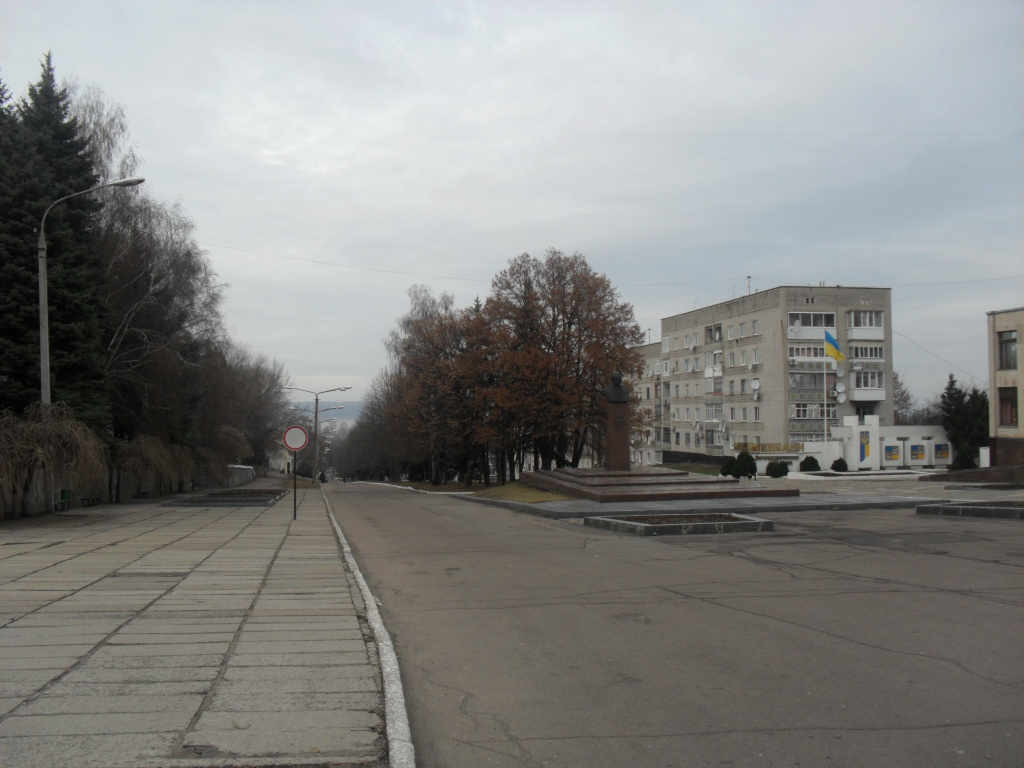
Stadtmitte

## Geographische Lage
Die Stadt liegt am Ufer des zum Kamjansker Stausee angestauten Dnepr und an der Mündung des 42 km langen Samotkan (ukrainisch: Самоткань) in diesen. Am gegenüberliegenden Ufer des Stausees beginnt der Dnepr-Donbas-Kanal. Das 3500 Einwohner zählende Dorf Puschkariwka befindet sich am gegenüber liegendem Ufer des Samotkan.
Über die nationale Fernstraße N 08, die am Ort entlang läuft, ist die südöstlich gelegenen Großstadt Kamjanske nach 33 km und im weiteren Verlauf die ebenfalls südöstlich gelegene Oblasthauptstadt Dnipro nach 73 km Entfernung zu erreichen.

## Geschichte
Die Stadt wurde im 17. Jahrhundert als Grigoriwka gegründet und 1785 in Nowogrigoriwka umbenannt, 1806 bekam sie offiziell ihren heutigen Namen und gleichfalls das Stadtrecht verliehen. Im 19. Jahrhundert war die Stadt Verwaltungszentrum des Ujesd Werchnedneprowsk, einem fast 7000 km² großen Verwaltungsgebiet innerhalb des Gouvernement Jekaterinoslaw. Nach dem Überfall auf die Sowjetunion wurde die Stadt von der Wehrmacht besetzt und zum Hauptort des Kreisgebietes Werchne-Dnjeprowsk innerhalb des Reichskommissariat Ukraine.

## Verwaltungsgliederung
Am 15. November 2017 wurde die Stadt zum Zentrum der neugegründeten Stadtgemeinde Werchnjodniprowsk (Верхньодніпровська міська громада/Werchnjodniprowska miska hromada). Zu dieser zählten auch die 5 Dörfer Nowohryhoriwka, Persche Trawnja, Pidluschschja, Samotkan und Tarassiwka, bis dahin bildete sie die gleichnamige Stadtratsgemeinde Werchnjodniprowsk (Верхньодніпровська міська рада/Werchnjodniprowska miska rada) im Osten des Rajons Werchnjodniprowsk.
Am 12. Juni 2020 kamen noch die 2 Siedlungen städtischen Typs Dniprowske und Nowomykolajiwka sowie die 40 in der untenstehenden Tabelle aufgelisteten Dörfer zum Gemeindegebiet.
Am 17. Juli 2020 kam es im Zuge einer großen Rajonsreform zum Anschluss des Rajonsgebietes an den Rajon Kamjanske.
Folgende Orte sind neben dem Hauptort Werchnjodniprowsk Teil der Gemeinde:
| Name                     | Name                | Name                                         |
| ukrainisch transkribiert | ukrainisch          | russisch                                     |
| ------------------------ | ------------------- | -------------------------------------------- |
| Andrijiwka               | Андріївка           | Андреевка (Andrejewka)                       |
| Awkseniwka               | Авксенівка          | Авксёновка (Awksjonowka)                     |
| Borodajiwka              | Бородаївка          | Бородаевка (Borodajewka)                     |
| Borodajiwski Chutory     | Бородаївські Хутори | Бородаевские Хутора (Borodajewskije Chutora) |
| Borowkiwka               | Боровківка          | Боровковка (Borowkowka)                      |
| Bratske                  | Братське            | Братское (Bratskoje)                         |
| Didenkowe                | Діденкове           | Диденково (Didenkowo)                        |
| Dniprowokamjanka         | Дніпровокам'янка    | Днепровокаменка (Dneprowokamenka)            |
| Dniprowske               | Дніпровське         | Днепровское (Dneprowskoje)                   |
| Domotkan                 | Домоткань           | Домоткань (Domotkan)                         |
| Hanniwka                 | Ганнівка            | Анновка (Annowka)                            |
| Iwaschkowe               | Івашкове            | Ивашково (Iwaschkowo)                        |
| Jakymiwka                | Якимівка            | Акимовка (Akimowka)                          |
| Jarok                    | Ярок                | Ярок (Jarok)                                 |
| Kaluschyne               | Калужине            | Калужино (Kaluschino)                        |
| Klyn                     | Клин                | Клин (Klin)                                  |
| Kornylo-Nataliwka        | Корнило-Наталівка   | Корнило-Наталовка (Kornilo-Natalowka)        |
| Krywonossowe             | Кривоносове         | Кривоносово (Kriwonossowo)                   |
| Matjutschenkowe          | Матюченкове         | Матюченково (Matjutschenkowo)                |
| Mosty                    | Мости               | Мосты (Mosty)                                |
| Mykolajiwka              | Миколаївка          | Николаевка (Nikolajewka)                     |
| Myschuryn Rih            | Мишурин Ріг         | Мишурин Рог (Mischurin Rog)                  |
| Nowohryhoriwka           | Новогригорівка      | Новогригоровка (Nowogrigorowka)              |
| Nowomykolajiwka          | Новомиколаївка      | Новониколаевка (Nowonikolajewka)             |
| Nowoseliwka              | Новоселівка         | Новосёловка (Nowosjolowka)                   |
| Pawliwka                 | Павлівка            | Павловка (Pawlowka)                          |
| Pawlo-Hryhoriwka         | Павло-Григорівка    | Павло-Григоровка (Pawlo-Grigorowka)          |
| Persche Trawnja          | Перше Травня        | Перше Травня (Persche Trawnja)               |
| Pidluschschja            | Підлужжя            | Подлужье (Podluschje)                        |
| Popiwka                  | Попівка             | Поповка (Popowka)                            |
| Prawobereschne           | Правобережне        | Правобережное (Prawobereschnoje)             |
| Puschkariwka             | Пушкарівка          | Пушкарёвка (Puschkarjowka)                   |
| Samotkan                 | Самоткань           | Самоткань (Samotkan)                         |
| Sapolytschky             | Заполички           | Заполички (Sapolitschki)                     |
| Saritschtschja           | Заріччя             | Заречье (Saretschje)                         |
| Selene                   | Зелене              | Зелёное (Seljonoje)                          |
| Solowjiwka               | Солов'ївка          | Соловьёвка (Solowjowka)                      |
| Subotrjasiwka            | Зуботрясівка        | Зуботрясовка (Subotrjassowka)                |
| Susliwka                 | Суслівка            | Сусловка (Suslowka)                          |
| Tarassiwka               | Тарасівка           | Тарасовка (Tarassowka)                       |
| Tschepyne                | Чепине              | Чепино (Tschepino)                           |
| Tschkalowka              | Чкаловка            | Чкаловка (Tschkalowka)                       |
| Tomakiwka                | Томаківка           | Томаковка (Tomakowka)                        |
| Wassyliwka               | Василівка           | Василевка (Wassilewka)                       |
| Wilni Chutory            | Вільні Хутори       | Вольные Хутора (Wolnyje Chutora)             |
| Wodjane                  | Водяне              | Водяное (Wodjanoje)                          |
| Wojewodiwka              | Воєводівка          | Воеводовка (Wojewodowka)                     |

## Bevölkerungsentwicklung
| 1897  | 1923  | 1926  | 1959  | 1970   | 1979   | 1989   | 2001   | 2016   |
| ----- | ----- | ----- | ----- | ------ | ------ | ------ | ------ | ------ |
| 6.701 | 7.308 | 5.882 | 9.124 | 13.394 | 20.065 | 22.708 | 16.976 | 16.445 |

Quelle:

## Persönlichkeiten
Werchnjodniprowsk ist der Geburtsort von:
- Wladimir Wassiljewitsch Schtscherbitzki (1918–1990), Mitglied des Politbüros der KPdSU von 1971 bis 1989.
- Wsewolod Balyzkyj (1892–1937), sowjetischer Revolutionär und Politiker. Leiter des NKWD der Ukraine während des Holodomor und Volkskommissar für Innere Angelegenheiten der Ukrainischen SSR.

Außerdem wurde hier die marxistische Revolutionärin und erste Ehefrau von Leo Trotzki, Alexandra Lwowna Sokolowskaja 1872 geboren.

## Galerie

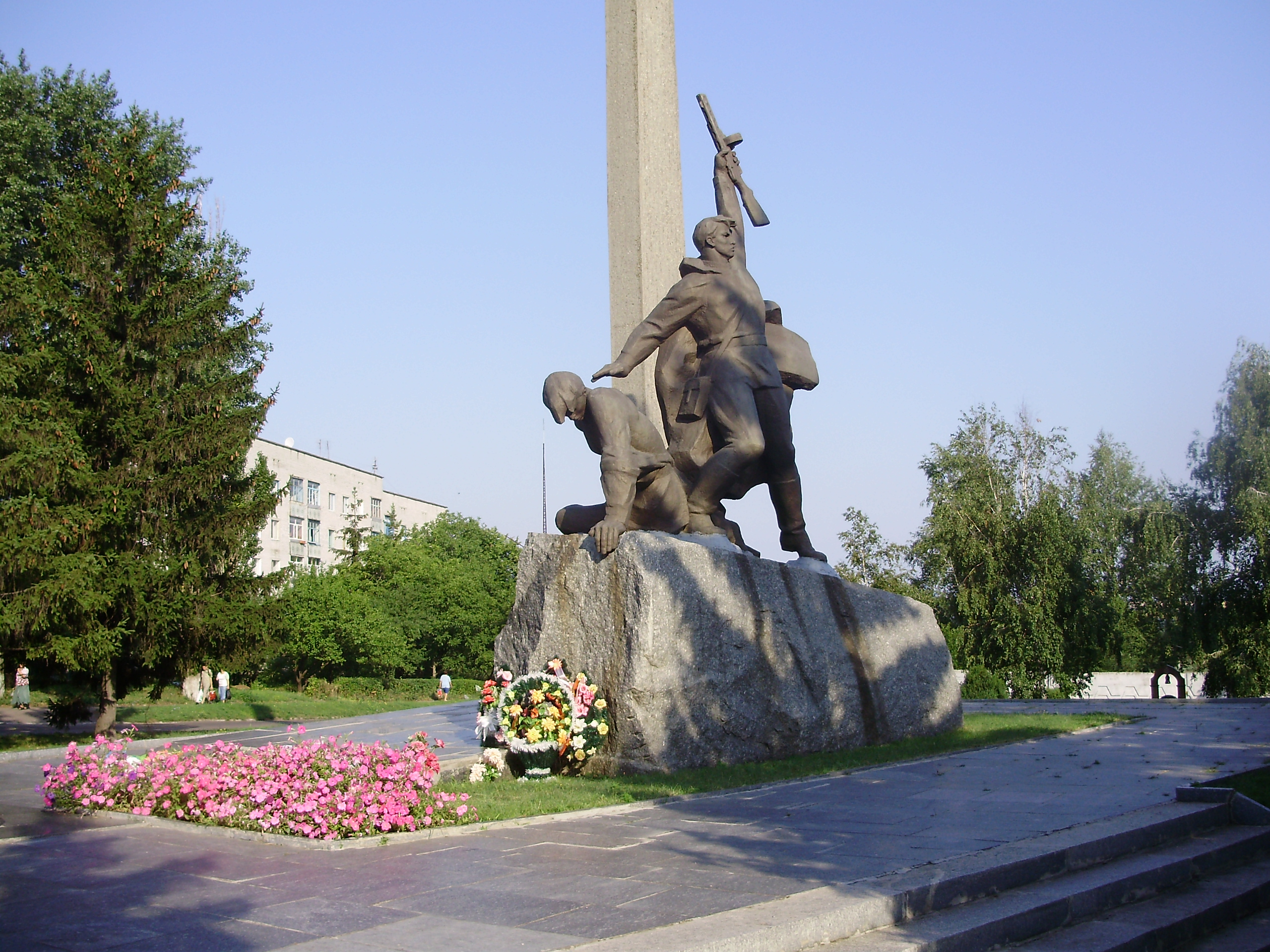
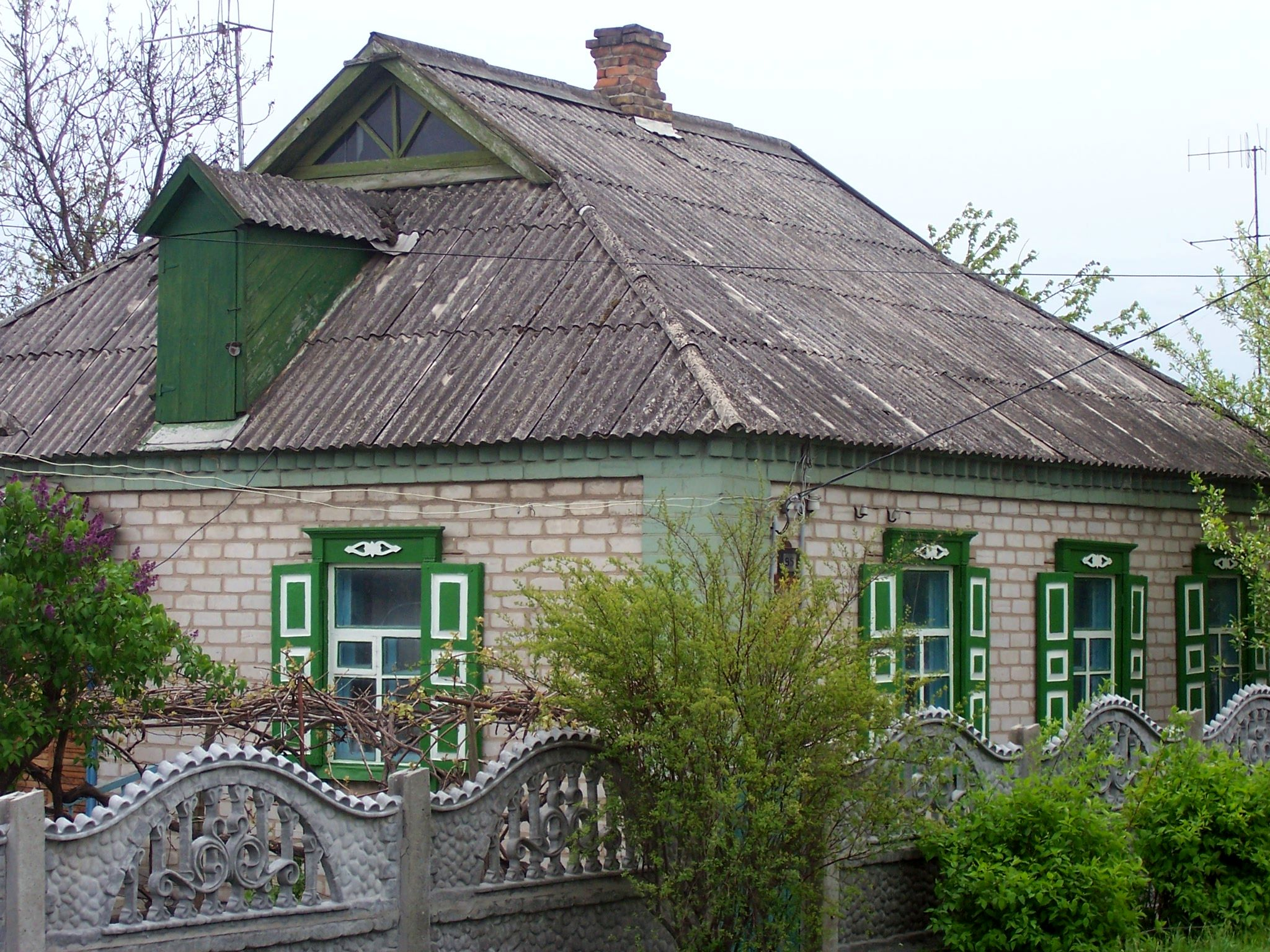
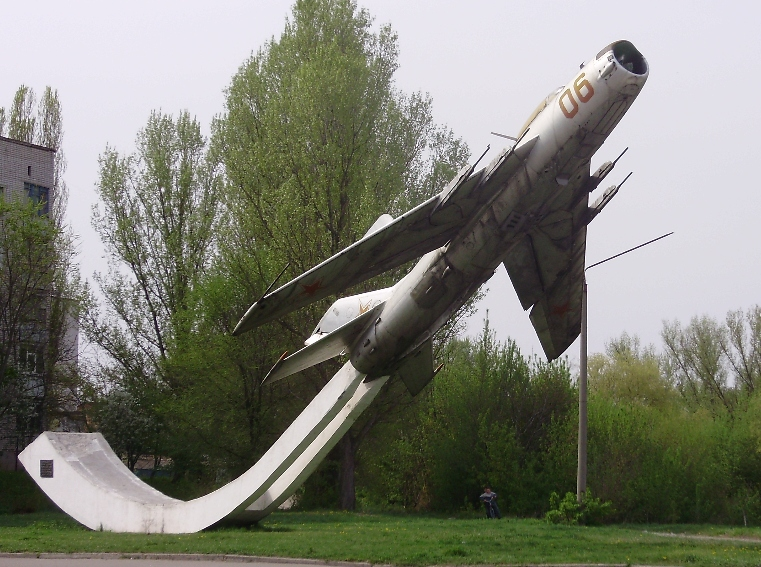
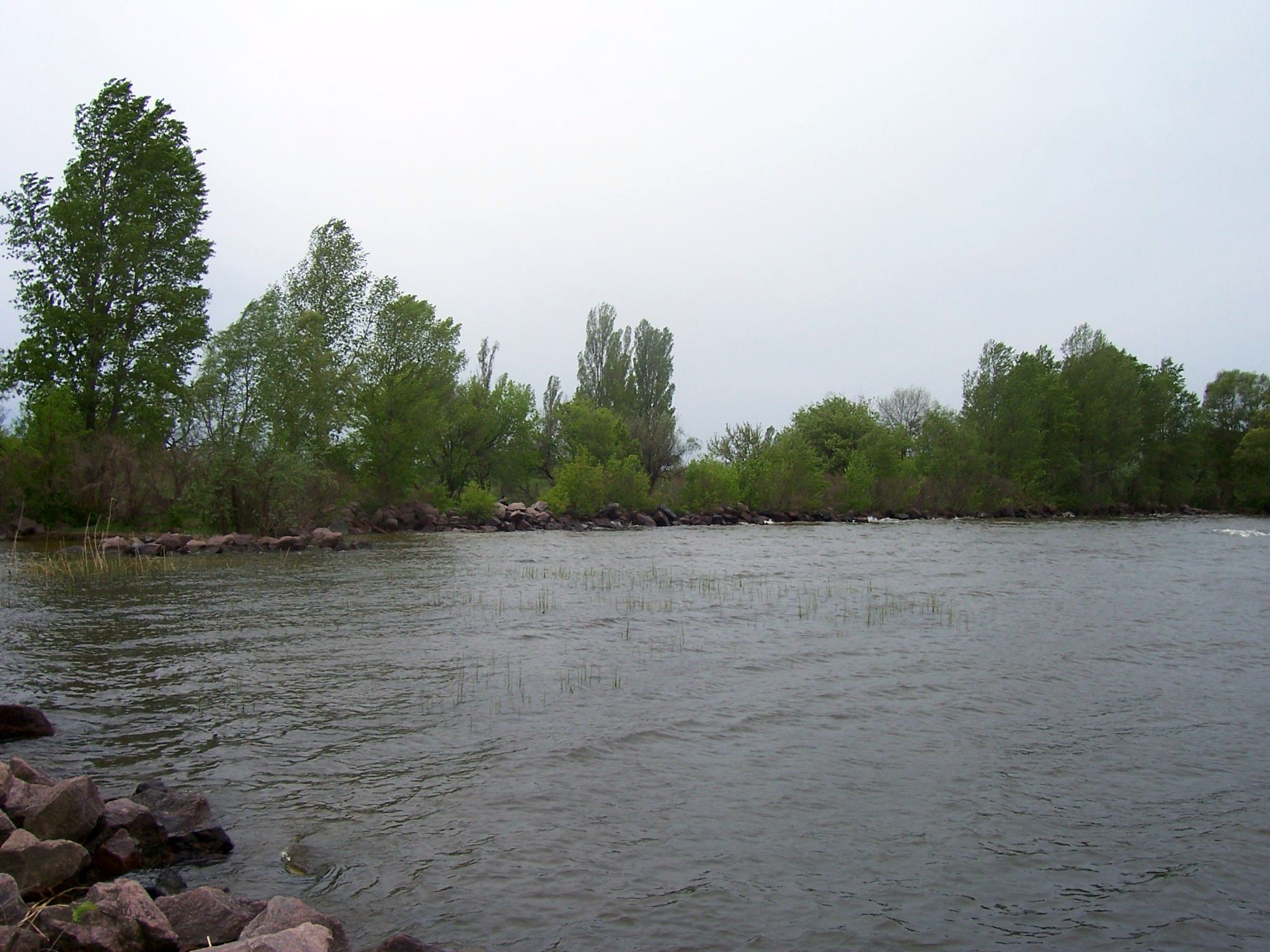